# Dési Bouterse
Dési Bouterse, właśc. Desiré Delano Bouterse (ur. 13 października 1945 w Domburgu, zm. 23 grudnia 2024) – surinamski wojskowy i polityk. Przywódca zamachów stanu w 1980 i w 1990, faktyczny dyktator Surinamu w latach 1980–1988 oraz 1990–1991. Założyciel i lider Partii Narodowo-Demokratycznej (NDP). Prezydent Surinamu od 12 sierpnia 2010 do 16 lipca 2020.

## Życiorys

### Młodość i edukacja
Urodził się w Domburgu, w dystrykcie Wanica, w ówczesnej Gujanie Holenderskiej. Ukończył Szkołę Handlową w Paramaribo. W 1968 razem z rodziną wyjechał do Holandii, gdzie wstąpił do sił zbrojnych, a następnie był instruktorem sportowym. W listopadzie 1975, tuż przed uzyskaniem niepodległości przez Surinam, powrócił do ojczyzny. Zaangażował się w tworzenie narodowych sił zbrojnych.

### Zamachy stanu i przejęcie faktycznej władzy
25 lutego 1980 Bouterse razem grupą 15 innych wojskowych dokonał zamachu stanu (tzw. zamach sierżantów). Obalił demokratycznie wybrany rząd premiera Hencka Arrona, który przez krytyków był oskarżany o nieefektywność i złe zarządzanie państwem. Bouterse stanął na czele Narodowej Rady Wojskowej (Nationale Militaire Raad) i przez następne 8 lat sprawował faktycznie dyktatorską władzę, mimo iż oficjalnie stanowiska szefa państwa i rządu zajmowały osoby cywilne. 15 marca 1980 nowym premierem został mianowany Hendrick Chin A Sen. Zdominowany przez wojskowych rząd zawiesił konstytucję, rozwiązał parlament i rządził za pomocą dekretów. 13 sierpnia 1980 ze stanowiska prezydenta zrezygnował Johan Ferrier. Nowym prezydentem został premier Hendrick Chin A Sen (1980–1982), a następnie Fred Ramdat Misier (1982–1988); obaj lojalni wobec junty wojskowej. Bouterse dwukrotnie pełnił krótko obowiązki głowy państwa, od 13 do 15 sierpnia 1980 oraz od 4 do 8 lutego 1982.
Od początku 1982 w kraju narastał opór wobec władzy Bouterse i żądania powrotu do rządów cywilnych. 8 grudnia 1982 wojsko aresztowało, a następnie zabiło 15 prominentnych działaczy opozycyjnych, w tym dziennikarzy, prawników i działaczy związkowych. 13 cywilów i 2 wojskowych zostało zastrzelonych w pokolonialnym Forcie Zeelandia w Paramaribo. Zdarzenia określane jako „morderstwa grudniowe” zostały potępione przez społeczność międzynarodową i doprowadziły do izolacji reżimu Bouterse. Najwięksi donatorzy, Holandia i Stany Zjednoczone wstrzymały swoją pomoc gospodarczą i współpracę z Surinamem. Główna odpowiedzialność za zbrodnię spadła na Bouterse. Władze wojskowe ograniczyły wolność prasy i prawa obywatelskie. W rezultacie zawieszenia pomocy zagranicznej gwałtownemu pogorszeniu uległa sytuacja gospodarcza w kraju.

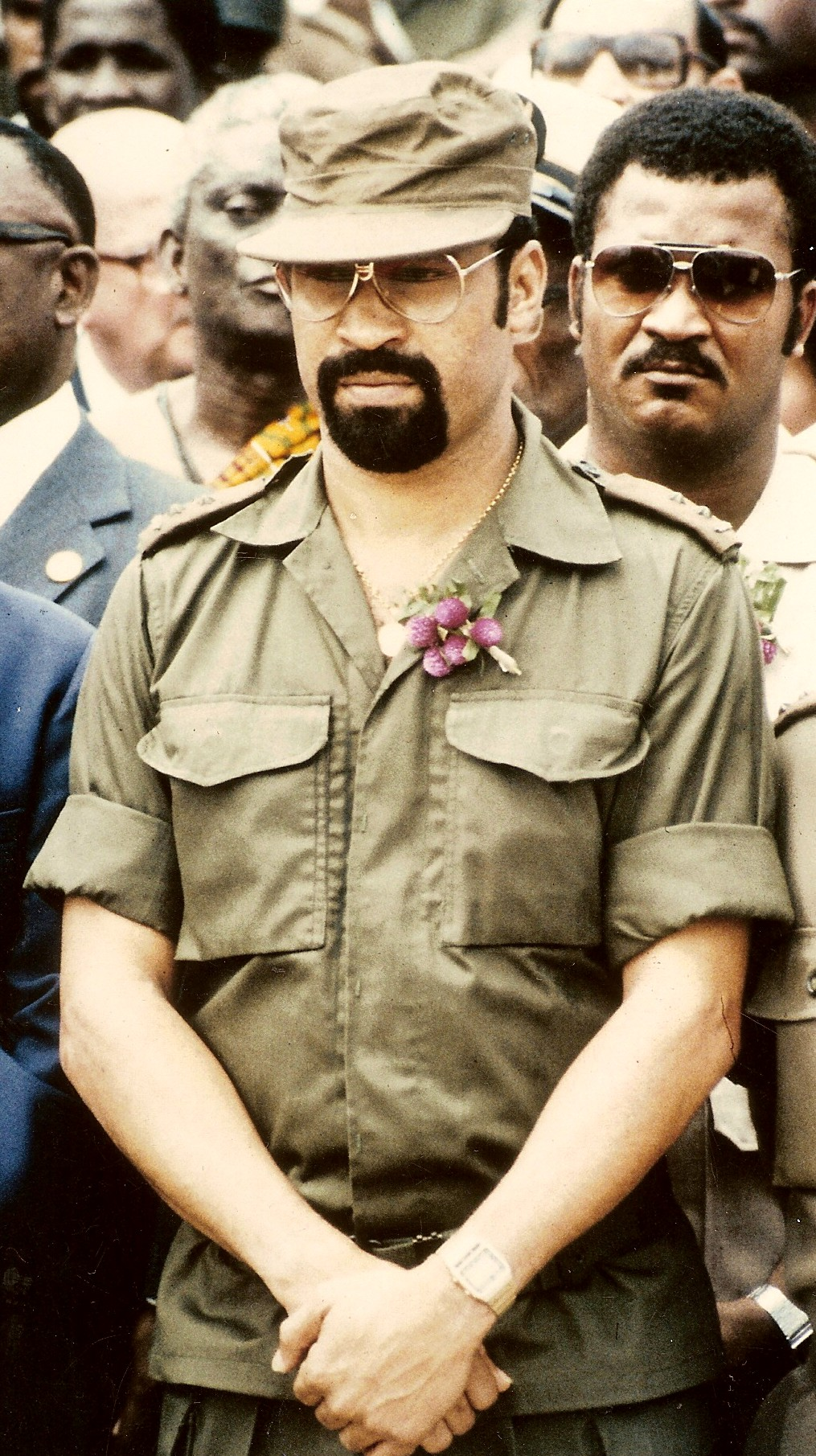
Dési Bouterse jako przywódca wojskowy, 1985

W lipcu 1986 przeciwko rządom Bouterse zbuntowała się czarnoskóra ludność Maronów, która pod wodzą Ronnie Brunswijka utworzyła oddział tzw. Jungle Commnado i rozpoczęła ataki na infrastrukturę w centralnej, śródlądowej części kraju. W odpowiedzi, 29 listopada 1986 wojsko dokonało masakry marońskiej wioski Moiwana w dystrykcie Marowijne, zabijając co najmniej 39 jej mieszkańców, głównie kobiet i dzieci. W wyniku kilkuletnich walk partyzanckich tysiące Maronów uciekło do sąsiedniej Gujany Francuskiej.
W ciągle pogarszającej się sytuacji ekonomicznej i wobec nacisków społeczności międzynarodowej, junta wojskowa ostatecznie zgodziła się na przywrócenie rządów cywilnych. W 1985 zniesiono zakaz działania partii politycznych. W 1987 przeprowadzone zostało referendum, w którym 97% obywateli poparło nową demokratyczną konstytucję. W listopadzie 1987 odbyły się demokratyczne wybory parlamentarne, a w styczniu 1988 nowym prezydentem został wybrany przez parlament Ramsewak Shankar, były minister rolnictwa z Postępowej Partii Reform (VHP). W lipcu 1987 Bouterse utworzył Partię Narodowo-Demokratyczną (niderl. Nationale Democratische Partij, NDP), która wzięła udział w wyborach i rozpoczęła działalność w ramach nowego porządku prawnego.
W 1989 Bouterse odrzucił plan porozumienia z marońską partyzantką zgłoszony przez prezydenta Shankara, zakładający amnestię dla bojowników i możliwość zatrzymania broni przez nich w zamian za zakończenie walk. 24 grudnia 1990, przy poparciu wojska, dokonał kolejnego zamachu stanu (tzw. zamach telefoniczny). W rozmowie telefonicznej zmusił prezydenta Shankara do rezygnacji ze stanowiska. Armia na stanowisko nowego szefa państwa wyznaczyła Johana Kraaga, co 29 grudnia 1990 zostało pospiesznie zatwierdzone przez Zgromadzenie Narodowe. Faktyczna władza po raz kolejny znalazła się jednak w rękach Bouterse. Pod naciskiem międzynarodowym władze zgodziły się na organizację nowych wyborów parlamentarnych w maju 1991. Zostały one wygrane przez koalicję Nowy Front, a w sierpniu 1991 nowym prezydentem został wybrany jeden z jej liderów, Ronald Venetiaan. Partia Narodowo-Demokratyczna znalazła się w opozycji.

### Działalność polityczna po 1991
W kwietniu 1993 zrezygnował ze stanowiska dowódcy sił zbrojnych i został zastąpiony przez Arthy Gorre'a, który zobowiązał się do poddania wojska cywilnej kontroli rządu.
Po wygranych w maju 1996 wyborach parlamentarnych, Partia Narodowo-Demokratyczna (NDP) utworzyła koalicyjny rząd, a jej wiceprzewodniczący Jules Wijdenbosch objął we wrześniu 1996 urząd prezydenta Surinamu. Jednakże z powodu złej sytuacji gospodarczej kraju i związanego z tym niezadowolenia społecznego, rząd Wijdenboscha zmuszony był rozpisać wcześniejsze wybory w maju 2000, w wyniku których NDP utraciła władzę i ponownie znalazła się w opozycji. W wyborach w maju 2005 NDP zdobyła 15 mandatów, podwajając swój stan posiadania w parlamencie. Bouterse został wybrany jej kandydatem do urzędu prezydenta. Jednak ostatecznie wycofał się z kandydowania, wystawiając w zamian Rabina Parmessara, który przegrał wybory z urzędującym prezydentem Venetiaanem.
W wyborach parlamentarnych w maju 2010 koalicja wyborcza NDP, Mega Kombinacja (Mega Combinatie), odniosła zdecydowane zwycięstwo, zdobywając 23 miejsca w 52-osobowym Zgromadzeniu Narodowym. W czasie kampanii wyborczej zyskał poparcie zwłaszcza wśród młodego elektoratu dzięki populistycznym obietnicom budowy nowych mieszkań i zwiększenia wydatków socjalnych państwa. Początkowo Bouterse nie był w stanie utworzyć koalicji zdolnej do stworzenia rządu. Został jednak po raz drugi kandydatem NDP w wyborach na urząd prezydenta. Dopiero po ponownym wznowieniu rozmów, 7 lipca 2010 zawarł porozumienie z koalicją Kombinacja-A (A-Combinatie), na czele której stał jego dawny rywal z pola walki Ronnie Brunswijk. Poparcie tej koalicji, dysponującej 7 mandatami, zapewniło mu większość parlamentarną niezbędną do stworzenia rządu, jednak niewystarczającą do wyboru na urząd prezydencki (wybór większością 2/3 głosów, tj. co najmniej 34 głosy). W zamian za poparcie Kombinacja-A miała obsadzić 6 stanowisk w rządzie oraz stanowisko wiceprezydenta.
16 lipca 2010 został oficjalnie zgłoszony kandydatem Mega Kombinacji na urząd prezydenta Surinamu. W przededniu wyborów, w zamian za stanowiska w przyszłym gabinecie, poparcia jego kandydaturze udzieliła koalicja Sojusz Ludowy na rzecz Postępu (Volksalliantie Voor Vooruitgang), dysponująca 6 mandatami, co zapewniło mu wymaganą większość 2/3 głosów. W rezultacie 19 lipca 2010 został wybrany na ten urząd, uzyskując 36 głosów poparcia. Tuż po wyborze zaapelował o jedność potrzebną do „budowy kraju”. Stwierdził, że w tym celu „wyciąga rękę do wszystkich Surinamczyków”. Oznajmił, że prawowitymi właścicielami Surinamu są jego obywatele, a nie obce narody.
12 sierpnia 2010 został zaprzysiężony na stanowisku prezydenta. W uroczystości tej nie uczestniczył żaden z przywódców państw obu Ameryk. W swym inauguracyjnym przemówieniu zobowiązał się do walki z korupcją i poszanowania rządów prawa oraz zadeklarował, że pragnie być prezydentem wszystkich obywateli.

### Oskarżenia i procesy sądowe
W 1997 holenderski rząd wydał międzynarodowy nakaz aresztowania wobec Bouterse, oskarżając go o przemyt ponad 2 ton kokainy do Holandii w latach 1989-1997. Surinam odmówił jednak jego ekstradycji. W 1999 holenderski sąd skazał go zaocznie na karę 11 lat pozbawienia wolności za przemyt narkotyków. Ciążący na nim wyrok i nakaz aresztowania uniemożliwił mu w dużym stopniu opuszczanie kraju.
Jesienią 2000 surinamska prokuratura wszczęła dochodzenie w sprawie „morderstw grudniowych” z 1982. Bouterse był głównym podejrzanym o wydanie rozkazu dokonania zabójstwa. Stanowczo zaprzeczał swojej bezpośredniej odpowiedzialności, argumentując, że nie był obecny w forcie w czasie dokonywania egzekucji. Zaakceptował wyłącznie odpowiedzialność polityczną za wydarzenia. 30 listopada 2007 rozpoczął się proces 25 oskarżonych o zaangażowanie w morderstwa, z Bouterse jako głównym z nich. Grozi mu kara do 20 lat pozbawienia wolności. Zdaniem części komentatorów ubieganie się przez niego o urząd prezydenta w 2010 w pewnym stopniu spowodowane było zamiarem uniknięcia odpowiedzialności karnej.
19 lipca 2010 holenderskie ministerstwo spraw zagranicznych, w odpowiedzi na wybór Bouterse na urząd prezydenta, oświadczyło, że nie jest on mile widziany w tym kraju do czasu odbycia kary oraz zapowiedziało ograniczenie kontaktów z jego administracją tylko do „praktycznych potrzeb”.
W listopadzie 2019 został skazany na 20 lat więzienia za morderstwo 15 przeciwników jego reżimu w grudniu 1982 roku. Apelacje wniesione przez Bouterse’a 20 grudnia 2023 oraz 8 stycznia 2024 zostały odrzucone. Do śmierci był poszukiwany, ze względu na niestawienie się w więzieniu w celu odbycia kary.